# Kasurijärvi
Kasurijärvi är en sjö i Finland. Den ligger i kommunen Pello i landskapet Lappland, i den norra delen av landet, 700 km norr om huvudstaden Helsingfors. Kasurijärvi ligger 162 meter över havet. Arean är 45,9 hektar och strandlinjen är 3,4 kilometer lång. Sjön  ingår i Torne älvs huvudavrinningsområde. 